# Ladislav Pavlovič
Ladislav Pavlovič (8. dubna 1926 Prešov – 28. ledna 2013 Prešov) byl slovenský fotbalista, československý reprezentant, držitel bronzové medaile z prvního mistrovství Evropy roku 1960, kde vstřelil jeden gól v zápase s Francií. Jeho bratr byl fotbalista Rudolf Pavlovič.

## Fotbalová kariéra
Za československou reprezentaci odehrál 14 zápasů a vstřelil 2 góly. Dvakrát byl nejlepším střelcem 1. ligy (1960/61, 1963/64), v sezoně 1963/64 se ve 38 letech stal nejstarším hráčem v její historii (od 1925), kterému se to podařilo.
Odehrál 347 ligových utkání a vstřelil v nich 165 gólů, což ho řadí k nejlepším střelcům ligové historie. Drtivou většinu z nich vsítil v dresu Tatranu Prešov (309 startů, 152 branky) a je tak největší legendou tohoto klubu. 13 gólů pak dal za ČH Bratislava (budoucí Inter Bratislava), kde trávil povinnou vojenskou službu. Během své kariéry hrál za Tatran Prešov i lední hokej. Po skončení hráčské kariéry se stal trenérem mládeže, stál též u počátku ženské kopané v Prešově. Mládežnický turnaj v Prešově se na jeho počest dnes nazývá „O pohár Ladislava Pavloviča“.

## Ligová bilance
| Ročník                                     | Zápasy | Góly | Klub          |
| ------------------------------------------ | ------ | ---- | ------------- |
| Celostátní československé mistrovství 1950 | 26     | 6    | Tatran Prešov |
| Mistrovství československé republiky 1951  | 20     | 5    | Tatran Prešov |
| Mistrovství československé republiky 1952  | 26     | 18   | Tatran Prešov |
| Přebor československé republiky 1953       | 10     | 3    | Tatran Prešov |
| Přebor československé republiky 1954       | 20     | 4    | ČH Bratislava |
| Přebor československé republiky 1955       | 18     | 9    | ČH Bratislava |
| 1. československá fotbalová liga 1956      | 19     | 13   | Tatran Prešov |
| 1. československá fotbalová liga 1957/58   | 32     | 12   | Tatran Prešov |
| 1. československá fotbalová liga 1958/59   | 26     | 17   | Tatran Prešov |
| 1. československá fotbalová liga 1959/60   | 25     | 17   | Tatran Prešov |
| 1. československá fotbalová liga 1960/61   | 26     | 17   | Tatran Prešov |
| 1. československá fotbalová liga 1961/62   | 24     | 9    | Tatran Prešov |
| 1. československá fotbalová liga 1962/63   | 26     | 11   | Tatran Prešov |
| 1. československá fotbalová liga 1963/64   | 26     | 21   | Tatran Prešov |
| 1. československá fotbalová liga 1964/65   | 19     | 3    | Tatran Prešov |
| 1. československá fotbalová liga 1965/66   | 4      | 0    | Tatran Prešov |
| CELKEM                                     | 347    | 165  |               |